# شريف توريه مامام
شريف توريه مامام (بالفرنسية: Chérif Touré Mamam)‏ (مواليد 13 يناير 1981 في مانغو) لاعب كرة قدم توغولي دولي يجيد اللعب في خط الوسط. يلعب حاليا لصالح نادي مولودية الجزائر الجزائري منذ سنة 2007.

## روابط خارجية
- شريف توريه مامام على موقع الاتحاد الدولي (مؤرشف)  (الإنجليزية)
- شريف توريه مامام على موقع الاتحاد الأوربي (الإنجليزية)
- شريف توريه مامام على موقع رابطة كرة القدم الفرنسية للمحترفين (الإنجليزية)
- شريف توريه مامام على موقع قاعدة بيانات كرة القدم.إي يو (الإنجليزية)
- شريف توريه مامام على موقع ناشيونال فوتبول تيمز (الإنجليزية)
- شريف توريه مامام على موقع عالم كرة القدم.نت (الإنجليزية)